# Jacob Tomás
Jacob Tomás (Fazenda, Lajes das Flores —  ?) é um historiador português natural da localidade da Fazenda do concelho de Lajes das Flores que dedicou grande parte da sua vida ao estudo do meio social dos florentinos através da realização de pesquisas sobre o folclore e o modo de ser de uma população residente numa ilha isolada no meio do oceano atlântico a mais de 1408 quilómetros do continente Europeu e a mais de 3910 do continente Americano. 
Jacob Tomás legou o seu vasto espólio formado por importantes Arquivos etnográficos à Câmara Municipal das Lajes das Flores, onde se encontra exposto ao público.